# اتفاقية مراجعة المواد الختامية (1961)
اتفاقية مراجعة المواد الختامية (1961) هي الاتفاقية رقم 116 لمنظمة العمل الدولية.

اعتمدت عام 1961. وتنص ديباجتها على: